# Mikel San José
Mikel San José Domínguez (* 30. Mai 1989 in Villava-Atarrabia) ist ein spanischer Fußballspieler, der seit 2021 bei Zweitliga-Aufsteiger SD Amorebieta spielt.

## Karriere

### Verein
Sein Profispieldebüt für Athletic Bilbao gab der von der Reservemannschaft des FC Liverpool ausgeliehene San José am 17. September 2009 im Europa-League-Vorrundenspiel gegen FK Austria Wien, als er in der 83. Minute für Carlos Gurpegui eingewechselt wurde. Sein erstes Ligaspiel absolvierte er hingegen fast zwei Monate später, ehe er beim 2:0-Auswärtssieg gegen Racing Santander eine Minute vor Spielschluss für Pablo Orbaiz eingewechselt wurde. Sein erstes Profitor erzielte er im Europa-League-Rückspiel gegen Austria Wien, als er in der 62. Minute zum 2:0 traf (Endstand 3:0). Neun Tage später konnte er auch in der Liga sein erstes Tor bejubeln, beim 2:1-Auswärtssieg gegen Real Saragossa traf er in der 61. Minute zum 1:0.
Zur Saison 2010/11 unterschrieb San José einen Fünfjahresvertrag bei Athletic Bilbao. Die Ablösesumme an den FC Liverpool betrug 2,7 Millionen Euro. Mit Athletic qualifizierte er sich für die UEFA Europa League 2011/12. Dort erreichte der Abwehrspieler mit seinem Klub nach Siegen u. a. über Manchester United, den FC Schalke 04 und Sporting Lissabon das Finale des Europapokals, unterlag im Endspiel jedoch Atlético Madrid.
Nach elf Jahren in Bilbao wechselte San José am 21. September 2020 ablösefrei zum englischen Zweitligisten Birmingham City, der von seinem spanischen Landsmann Aitor Karanka trainiert wird. Doch schon ein Jahr später wechselte er zurück in seine baskische Heimat und schloss sich Zweitliga-Aufsteiger SD Amorebieta an.

### Nationalmannschaft
In einem Freundschaftsspiel gegen Frankreich wurde Mikel San José am 4. September 2014 erstmals in der Nationalmannschaft eingesetzt. Er spielte über 90 Minuten als Innenverteidiger. Bei der Qualifikation zur Fußball-Europameisterschaft 2016 stand er mehrfach im Kader und im letzten Gruppenspiel gegen die Ukraine bestritt er am 12. Oktober 2015 sein erstes Pflichtspiel im Nationaltrikot. Anschließend wurde er auch in das EM-Aufgebot Spaniens aufgenommen. Im Turnier blieb er jedoch einer von drei Feldspielern, die nicht zu einem Einsatz kamen. Bis zum Juni 2016 kam er auf insgesamt sieben Einsätze, ein Treffer gelang ihm dabei jedoch nicht.

## Erfolge
- U-21-Europameister: 2011
- Spanischer Superpokalsieger: 2015